# Between the Sheets (album)
Between the Sheets è il ventiduesimo album in studio del gruppo musicale The Isley Brothers, pubblicato nel 1983.

## Curiosità
La title track dell'album venne campionata ed usata come base per il brano Big Poppa di The Notorious B.I.G., uscito nel 1994 e compreso nell'album Ready to Die. Lo stesso campionamento (indipendente da quello di Notorious) era stato usato un anno prima dagli italiani Articolo 31, nel brano Solo per te, dal loro album di debutto Strade di città. Successivamente è stata aggiunta alla colonna sonora del videogioco Grand Theft Auto: San Andreas, pubblicato nel 2004 da Rockstar Games nella stazione radio Bounce FM.

## Tracce
Tutte le tracce sono state scritte da Ernie Isley, Marvin Isley, Chris Jasper, Rudolph Isley, O'Kelly Isley e Ronald Isley.

Side 1
1. Choosey Lover – 4:41
2. Touch Me – 5:11
3. I Need Your Body – 4:39
4. Between the Sheets – 5:39
5. Let's Make Love Tonight – 4:48

Side 2
1. Ballad for the Fallen Soldier – 5:18
2. Slow Down Children – 4:21
3. Way Out Love – 4:11
4. Gettin' Over – 3:44
5. Rock You Good – 3:34